# Liste der Endemiten der Schweiz

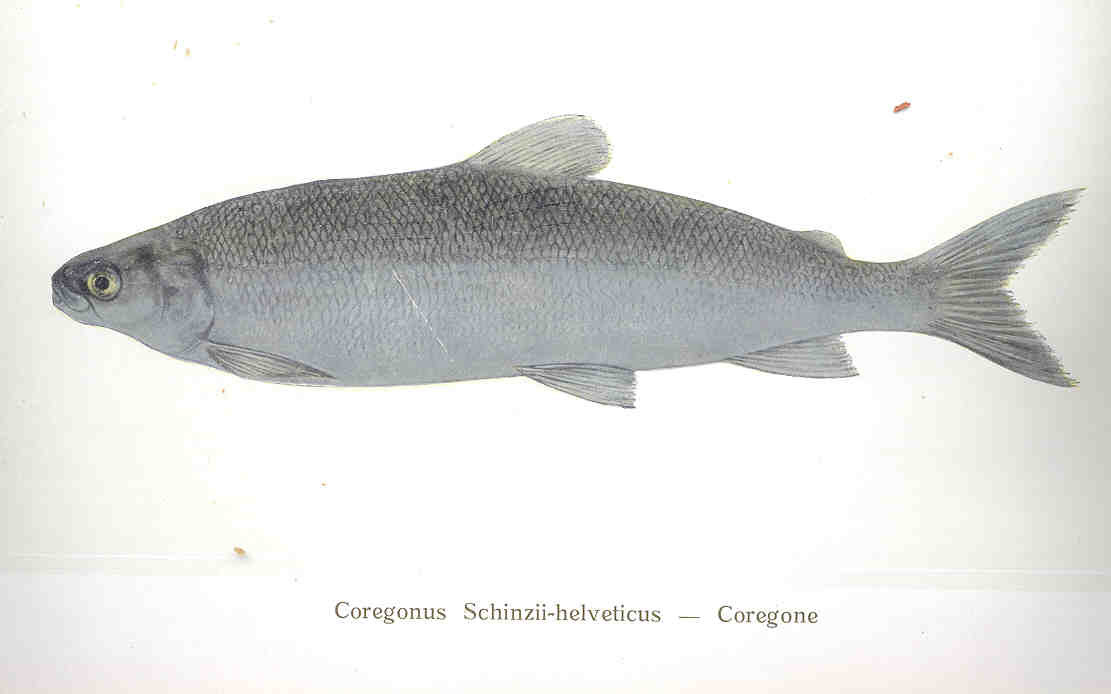
Der Kropfer, eine von 14 endemischen Fischarten

Die nachfolgende Liste enthält die 39 Schweizer Endemiten, also Arten oder Unterarten, die ausschliesslich in der Schweiz vorkommen. Davon sind 33 Tier- und 6 Pflanzenarten. Zudem gibt es 138 Teilendemiten, also Arten, deren Bestände sich auf die Schweiz und relativ eng begrenzte Gebiete des angrenzenden Auslands beschränken. Viele weitere Arten (in der Datenbank Fauna Europaea allein 580) werden zwar ebenfalls ausschließlich für die Schweiz angegeben, dabei handelt es sich aber um Arten aus schlecht erforschten oder taxonomisch unzureichend bearbeiteten Artengruppen, so dass die beschränkte Verbreitung möglicherweise nur aufgrund des Kenntnisstands vorgetäuscht wird; diese Arten wurden nicht in die Liste aufgenommen.
Die kleinräumige Verbreitung der Endemiten ist auf ihr erdgeschichtliches Überdauern, insbesondere während der letzten Eiszeiten, an geeigneten Stellen in den Alpen oder im Karst zurückzuführen.

## Liste der Endemiten
| Gruppe                      | Familie         | Wissenschaftlicher Name                                        | Deutscher Name                | Verbreitungskarte oder Verbreitung                         |
| --------------------------- | --------------- | -------------------------------------------------------------- | ----------------------------- | ---------------------------------------------------------- |
| Laufkäfer                   | Carabidae       | Nebria cordicollis crypticola (Ledoux & Roux, 2005)            |                               | [ 3 ]                                                      |
| Laufkäfer                   | Carabidae       | Nebria cordicollis gracilis (K. Daniel & J. Daniel, 1890)      |                               | [ 4 ]                                                      |
| Laufkäfer                   | Carabidae       | Nebria cordicollis tenuissima (Bänninger, 1925)                |                               | [ 5 ]                                                      |
| Laufkäfer                   | Carabidae       | Nebria heeri (K. Daniel, 1903)                                 |                               | [ 6 ]                                                      |
| Laufkäfer                   | Carabidae       | Oreonebria bluemlisalpicola (Szallies & Huber, 2014)           |                               | [ 7 ]                                                      |
| Laufkäfer                   | Carabidae       | Trechus pertyi (Heer, 1837)                                    |                               | [ 8 ]                                                      |
| Laufkäfer                   | Carabidae       | Trechus pochoni (Jeannel, 1939)                                |                               | [ 9 ]                                                      |
| Laufkäfer                   | Carabidae       | Trechus schyberosiae (Szallies & Schüle, 2011)                 |                               | [ 10 ]                                                     |
| Kleinschmetterlinge         | Psychidae       | Dahlica goppensteinensis (Sauter, 1954)                        |                               | [ 11 ]                                                     |
| Kleinschmetterlinge         | Psychidae       | Rebelia ferruginans (Rebel, 1937)                              |                               | [ 12 ]                                                     |
| Heuschrecken                | Acrididae       | Podismopsis keisti (Nadig, 1989)                               | Schweizer Goldschrecke        | [ 13 ]                                                     |
| Ruderfusskrebse             | Gelyellidae     | Gelyella monardi (Moeschler & Rouch, 1988)                     | Gelyelle de Monard            | [ 14 ]                                                     |
| Ruderfusskrebse             | Canthocamptidae | Stygepactophanes jurassicus (Moeschler & Rouch, 1984)          | Stygepactophane du Jura       | [ 15 ]                                                     |
| Steinfliegen                | Leuctridae      | Leuctra vinconi aubertorum (Ravizza & Ravizza Dematteis, 1994) |                               | [ 16 ]                                                     |
| Fische                      | Coregoninae     | Coregonus albellus (Fatio, 1890)                               | Brienzlig                     | Thunersee, Brienzersee                                     |
| Fische                      | Coregoninae     | Coregonus alpinus (Fatio, 1885)                                | Kropfer                       | Thunersee                                                  |
| Fische                      | Coregoninae     | Coregonus candidus (Goll, 1883)                                | Bondelle                      | Neuenburgersee, Bielersee                                  |
| Fische                      | Coregoninae     | Coregonus confusus (Fatio, 1885)                               | Pfärrit                       | Bielersee (früher auch Neuenburgersee, Murtensee)          |
| Fische                      | Coregoninae     | Coregonus duplex (Fatio, 1890)                                 | Grundler                      | Zürichsee, Walensee                                        |
| Fische                      | Coregoninae     | Coregonus fatioi (Kottelat, 1997)                              | Albock                        | Thunersee, Brienzersee                                     |
| Fische                      | Coregoninae     | Coregonus heglingus (Schinz, 1822)                             | Hägling                       | Zürichsee, Walensee                                        |
| Fische                      | Coregoninae     | Coregonus nobilis (Haack, 1882)                                | Edelfisch                     | Vierwaldstättersee                                         |
| Fische                      | Coregoninae     | Coregonus palaea (Cuvier, 1829)                                | Palée                         | Neuenburgersee                                             |
| Fische                      | Coregoninae     | Coregonus restrictus (Fatio, 1885)                             | Férit                         | ausgestorben (früher: Murtensee)                           |
| Fische                      | Coregoninae     | Coregonus suidteri (Fatio, 1885)                               | Balchen                       | Sempachersee                                               |
| Fische                      | Coregoninae     | Coregonus zuerichensis (Nüsslin, 1882)                         | Blaalig                       | Zürichsee, Walensee (früher auch Pfäffikersee, Greifensee) |
| Fische                      | Coregoninae     | Coregonus zugensis (Nüsslin, 1882)                             | Albeli                        | Vierwaldstättersee (früher auch Zugersee)                  |
| Fische                      | Salmonidae      | Salvelinus neocomensis (Freyhof & Kottelat, 2005)              | Jaunet, Biblet                | ausgestorben (früher: Neuenburgersee)                      |
| Weichtiere                  | Hydrobiidae     | Graziana quadrifoglio (Haase, 2003)                            | Vierblatt-Zwergdeckelschnecke | [ 17 ]                                                     |
| Weichtiere                  | Clausiliidae    | Charpentieria thomasiana studeri (Pini, 1884)                  | Studers Schliessmundschnecke  | [ 18 ]                                                     |
| Weichtiere                  | Hygromiidae     | Trochulus biconicus (Eder, 1917)                               | Nidwaldner Haarschnecke       | [ 19 ]                                                     |
| Weichtiere                  | Hygromiidae     | Trochulus caelatus (S. Studer, 1820)                           | Flache Haarschnecke           | [ 20 ]                                                     |
| Weichtiere                  | Hygromiidae     | Trochulus piccardi (M. Pfenninger & A. Pfenninger, 2005)       | Piccard-Haarschnecke          | [ 21 ]                                                     |
| Gefässpflanzen & Makroalgen | Asteraceae      | Artemisia nivalis (Braun-Blanq.)                               | Schnee-Edelraute              | [ 22 ]                                                     |
| Gefässpflanzen & Makroalgen | Boraginaceae    | Pulmonaria helvetica (Bolliger)                                | Schweizer Lungenkraut         | [ 23 ]                                                     |
| Gefässpflanzen & Makroalgen | Caryophyllaceae | Arenaria ciliata subsp. bernensis (Favarger)                   | Berner Sandkraut              | [ 24 ]                                                     |
| Gefässpflanzen & Makroalgen | Rosaceae        | Alchemilla argentidens (Buser)                                 |                               |                                                            |
| Gefässpflanzen & Makroalgen | Rosaceae        | Alchemilla galkinae (S. E. Fröhner)                            |                               |                                                            |
| Gefässpflanzen & Makroalgen | Rosaceae        | Alchemilla gemmia (Buser)                                      |                               |                                                            |